# Ranolazina
Ranolazina è un farmaco impiegato in clinica come antianginoso, derivato dalla piperazina. Viene considerato un modulatore metabolico ed è stato sviluppato da CV Therapeutics (CVT), su licenza della società farmaceutica Roche (ex Syntex). In Italia la molecola è commercializzata dalla società farmaceutica Menarini con il nome di Ranexa. Il farmaco è disponibile in compresse a rilascio prolungato da 375 mg, 500 mg e 750 mg.

## Storia
Ranolazina venne sviluppato dai ricercatori della società CV Therapeutics, che nel 2009 venne acquistata dalla società farmaceutica e biotecnologica statunitense Gilead Sciences. Nel gennaio 2006 la molecola è stata approvata dalla Food and Drug Administration (FDA) degli USA per il trattamento della angina pectoris cronica. Il 24 aprile 2008 l'European Medicines Agency ha espresso parere favorevole alla concessione di un'autorizzazione all'immissione in commercio di ranolazina nei paesi dell'Unione Europea.

## Farmacodinamica
Si ritiene che il meccanismo d'azione della ranolazina sia legato all'inibizione della corrente tardiva del sodio nelle cellule cardiache, come dimostrato da alcuni studi sui conigli. Studi sperimentali sui topi suggeriscono che tale inibizione ridurrebbe l'accumulo intracellulare di sodio e farebbe anche diminuire il sovraccarico intracellulare di calcio.
Molti autori pensano che ranolazina non inibisca direttamente il sovraccarico di Ca++ nel corso dell'ischemia ed è stato dimostrato che il farmaco causa una inibizione minima o nulla del picco della corrente tardiva dei canali del calcio.

Gli effetti della ranolazina sui canali del sodio la rendono anche potenzialmente utile nel trattamento del dolore neuropatico.

Ranolazina agisce anche come inibitore parziale della ossidazione degli acidi grassi, spostando la produzione di ATP dagli acidi grassi alla più efficiente ossidazione  dei carboidrati. L'inibizione farmacologica alla ossidazione degli acidi grassi, indotta da ranolazina o da altre sostanze, come ad esempio etomoxir, sensibilizza le cellule della leucemia umana alla induzione della apoptosi.

## Farmacocinetica
Dopo la somministrazione orale ranolazina è ben assorbita dal tratto gastrointestinale. La concentrazione plasmatica di picco (Cmax) si osserva a distanza di 2–6 ore dalla assunzione. Il volume di distribuzione si stima intorno ai 180 l. Il legame con le proteine plasmatiche è di circa il 62%, con una affinità più elevata per la α-1 glicoproteina acida piuttosto che per l'albumina. L'assunzione di cibo non sembra influenzare né la velocità né l'entità dell'assorbimento del farmaco.

La biodisponibilità assoluta media si aggira tra il 35 ed il 50%, ma deve essere sottolineata un'ampia variabilità interindividuale. Ranolazina viene ampiamente metabolizzata dall'organismo. Infatti meno del 5% della dose assunta viene escreta immodificata con le urine o le feci.

## Studi clinici
Nello studio clinico CARISA (Combination Assessment of Ranolazine In Stable Angina) ranolazina è stato aggiunta alla terapia di pazienti con angina stabile già in trattamento con 50 mg al giorno di atenololo, 5 mg al giorno di amlodipina o 180 mg al giorno di diltiazem. Nello studio 823 pazienti sono stati randomizzati al trattamento (ranolazina 750 mg due volte al giorno; ranolazina 1000 mg due volte al giorno; placebo) per 12 settimane. 
Ranolazina migliorava la capacità di esercizio fisico dei pazienti e riduceva significativamente il numero degli attacchi settimanali di angina ed il consumo di nitroglicerina ad azione rapida rispetto al placebo. In aggiunta a ciò il farmaco evidenzia solo un minimo effetto di riduzione della frequenza cardiaca e della pressione arteriosa sistemica, il che può rivelarsi un ulteriore vantaggio nel trattamento dell'angina complicata da ipotensione o bradicardia.
In un diverso studio del 2006, chiamato ERICA (Efficacy of Ranolazine in Chronic Angina) ranolazina è stata aggiunta alla terapia di pazienti già in trattamento con 10 mg al giorno di amlodipina. Lo studio esteso a 565 pazienti ha dimostrato che il farmaco riduce la frequenza degli episodi anginosi ed il consumo di nitroglicerina ed è inoltre ben tollerato.
Nello studio MARISA (Monotherapy Assessment of Ranolazine In Stable Angina) del 2004 il farmaco venne usato in monoterapia su 191 pazienti con attività fisica limitata dalla comparsa di angina pectoris: studio randomizzato, quattro gruppi paralleli, in doppio cieco, placebo-controllato, (ranolazine 500 mg due volte al giorno; ranolazina 1000 mg due volte al giorno; ranolazina 1500 mg due volte al giorno; placebo) della durata di 1 settimana ciascuno.

Ranolazina è risultata efficace a tutti i dosaggi studiati nel prolungare la durata dell'esercizio fisico, nel ritardare il tempo di comparsa dell'angina e nel prolungare il tempo necessario alla comparsa di un sottoslivellamento di 1 mm del segmento ST all'ECG da sforzo. Ranolazina si confermò ben tollerata e con scarsi effetti sulla frequenza cardiaca e la pressione arteriosa. Il dosaggio di 1500 mg due volte al giorno comportò un aumento eccessivo degli effetti avversi e non fu mai riutilizzato negli studi successivi.
La mortalità a 1 e 2 anni, sia nello studio CARISA che nello studio MARISA, è stata rispettivamente del 2% e meno del 5%. Tali valori sono considerati accettabili in considerazione dell'alto rischio di questa popolazione
Lo studio MERLIN-TIMI 36 (Metabolic Efficiency with Ranolazine for Less Ischemia in Non-ST-elevation acute coronary syndromes) è stato iniziato nel 2006, era uno studio randomizzato, in doppio cieco, placebo-controllato, condotto su 6560 pazienti con sindrome coronarica acuta a ST non sopraslivellato (SCA UA/NSTEMI). Lo studio si riproponeva di verificare se la ranolazina avesse un ruolo nelle sindromi coronariche acute (SCA), se in qualche modo potesse apportare modifiche alla patologia di base nei pazienti stabili, ed infine quale fosse il suo profilo di sicurezza a lungo termine. Lo studio ha indicato con chiarezza che ranolazina aggiunta al trattamento standard per la SCA non era efficace nel ridurre gli eventi cardiovascolari maggiori e neppure possedeva proprietà di modifica della malattia di base. L'effetto antianginoso veniva comunque confermato, con una riduzione significativa delle recidive di ischemia, ed il farmaco si dimostrava sicuro ed efficace. Non furono osservati effetti proaritmici, dati evidenziati dai risultati ottenuti con il monitoraggio Holter condotto per 7 giorni consecutivi e seguenti la fase acuta dell'evento ischemico.
La ranolazina ha migliorato la qualità di vita nel sottogruppo di pazienti (3656) con angina stabile nello studio MERLIN-TIMI 36, per tutto il periodo di follow-up durato 12 mesi. Lo stato di qualità della vita è stato valutato a 4, 8 e 12 mesi dalla randomizzazione somministrando ai pazienti dei questionari come il Seattle Angina Questionnare, il Rose Dyspnea Scale, il SF-12 e l'EuroQol-5D.
Al termine del follow-up si è potuto osservare un miglioramento significativo nei pazienti con diagnosi nota di angina stabile per riduzione delle crisi di angina, qualità della vita, gradimento del trattamento, aumento del benessere fisico-mentale e riduzione della dispnea. Non vi fu un dato significativo nella percezione personale del miglioramento nella limitazione fisica.
Nessuna significatività è stata riscontrata nei pazienti senza pregressa diagnosi di angina da sforzo.
Furono raccolti, attraverso gli stessi questionari, i dati relativi ai costi sanitari utilizzati per seguire adeguatamente i pazienti dimessi per sindrome coronarica acuta: vi è una relazione direttamente proporzionale fra il numero degli episodi di angina e i costi legati ai nuovi ricoveri e/o alla necessità di rivascolarizzazione precoce.

## Usi clinici
Ranolazina è indicata nei soggetti che soffrono di angina pectoris stabile ma non sono sufficientemente controllati con le terapie antianginose di prima linea, come ad esempio i betabloccanti e/o i calcioantagonisti. Ranolazina è un trattamento aggiuntivo alla terapia di base e si presta anche ad integrare il trattamento di quei pazienti che non tollerano uno o più dei farmaci di prima linea. Per questo motivo il farmaco è sempre utilizzato in combinazione con i betabloccanti ed i calcioantagonisti, ma anche con gli ACE inibitori, gli antagonisti del recettore dell'angiotensina II, i nitrati, i farmaci antiaggreganti, e gli inibitori della HMG-CoA reduttasi (statine).

## Effetti collaterali ed indesiderati
Alcuni degli effetti indesiderati più comuni in corso di trattamento sono: capogiro e vertigine, astenia, cefalea, nausea, vomito, costipazione, ansia, sonnolenza o insonnia, tremore, visione sfocata ed altri disturbi della vista, tinnito, tosse, epistassi, crampi muscolari, disuria, ematuria, edemi periferici. Ranolazina può anche determinare in alcuni soggetti alterazione degli esami di laboratorio e strumentali: aumento della creatininemia, aumento dell'azotemia, incremento della conta piastrinica o dei leucociti, innalzamento della AST e della ALT, intervallo QTc (QT corretto) prolungato.

## Controindicazioni
Il farmaco è controindicato nei soggetti con ipersensibilità nota al principio attivo. Ulteriori controindicazioni sono rappresentate da un'insufficienza renale grave (valori di clearance della creatinina < 30 ml/min) od un'insufficienza epatica moderata o grave. Ranolazina non deve essere somministrata in concomitanza ad altri farmaci noti per essere inibitori forti del CYP3A4 (come ad esempio itraconazolo, ketoconazolo, ritonavir, saquinavir, claritromicina, telitromicina, nefazodone).

È noto che ranolazina tende ad aumentare l'intervallo QT, pur senza determinare torsioni di punta.
È necessario perciò essere estremamente cauti nel trattamento di soggetti con una storia personale o familiare positiva per la sindrome del QT lungo congenita. Simile cautela va esercitata nei confronti di quei pazienti noti per prolungamento acquisito dell'intervallo QT o trattati con farmaci che potenzialmente influiscono sull'intervallo QTc.
Secondo alcuni studi la media dell'aumento dell'intervallo QT corretto (QTc) è pari a circa 6 msec con 1000 mg di ranolazina due volte al giorno. ma circa un 5% dei soggetti può avere un prolungamento del QTc superiore a 15 msec od oltre, e ciò può comportare un elevato rischio di morte cardiaca improvvisa.

## Dosi terapeutiche
Nei soggetti adulti è consigliato un dosaggio iniziale di 375 mg due volte al giorno. A distanza di 3-4 settimane il dosaggio può essere ulteriormente aumentato a 500 mg due volte al giorno.
A questo punto, a seconda della risposta individuale e della presenza o meno di crisi anginose, la dose può essere ancora aumentata fino a raggiungere la dose massima consigliata di 750 mg due volte al giorno.

Nei soggetti con insufficienza renale lieve o moderata (valori di clearance della creatinina di 30–80 ml/min) è necessario procedere ad un attento aggiustamento della posologia. Analogo aggiustamento è richiesto nei soggetti affetti da insufficienza epatica lieve.

## Storia
Syntex Inc. iniziò originariamente a sviluppare ranolazina nel 1985 e 61 studi furono completati dal 1985 fino al 1994. Successivamente, furono fatti studi di fase 2 ma si scoprì che la formulazione non portava ad adeguate concentrazioni plasmatiche di farmaco. È a causa di ciò che è stata creata la formulazione a rilascio prolungato (SR) di ranolazina.
Roche ha acquisito Syntex nel 1994 . Nel 1996, CV Therapeutics ha concesso in licenza i diritti nordamericani ed europei alla ranolazina di Syntex, una sussidiaria di Roche, che aveva scoperto il farmaco e lo aveva sviluppato attraverso studi di Fase II in angina . Nel 2006, CV Therapeutics ha acquisito i restanti diritti mondiali per la ranolazina di Roche.
Nel 2013 Gilead ha ampliato la partnership con Menarini per includere altri paesi, inclusi quelli in Asia.